# Michael Nollert
Michael Nollert (* 1960 in Zürich) ist ein Schweizer Soziologe und Hochschullehrer.

## Leben
Nollert studierte an der Universität Zürich Soziologie (Hauptfach) sowie Politikwissenschaft und Publizistik (1980–1986). Nach dem Lizentiat promovierte er 1991 (Thema: Neokorporatistische Interessenvermittlung und soziale Konflikte) und habilitierte sich 2002 an der Universität Zürich (Thema: Unternehmensverflechtungen in Westeuropa).
Nach langjähriger wissenschaftlicher Assistenz am Soziologischen Institut der Universität Zürich sowie einem Forschungsaufenthalt an der Universität Trier (Thema: Lobbying von europäischen Dachverbänden in Brüssel) wurde Nollert 2000 Professor im Department für Sozialarbeit und Sozialpolitik der Universität Fribourg.
Nollert war zudem Redaktor bei der Schweizerischen Zeitschrift für Soziologie sowie Koordinator des "Forschungskomitees Wirtschaftssoziologie" der Schweizerischen Gesellschaft für Soziologie.

## Forschungsinteressen
Vergleichende Sozialpolitik, Soziale Netzwerke, Konfliktsoziologie, Weltgesellschaft, Wirtschaftssoziologie, freiwillige Assoziationen, Arbeitsmarkt, unbezahlte Arbeit.

## Schriften (Auswahl)
als Autor:
- Unternehmensverflechtungen in Westeuropa. Nationale und transnationale Netzwerke von Unternehmen, Aufsichtsräten und Managern. LIT, Münster 2005, ISBN 3-8258-6126-0.
- Transnational Corporate Ties: A Synopsis of Theories and Empirical Findings, 2005, Journal of World-Systems Research, Vol. XI, 2, Special Edition: The Future of World Society, pp. 3–28, online
- Preventing the Retrenchment of the Welfare State: Switzerland's Competitiveness in the World Market for Protection, 2011 (with S. Schief), Competition & Change 15, 4, pp. 315–335, online
- Institutions and Gender Time Inequality: A Fuzzy-Set QCA of Swiss Cantons, 2014 (with R. Epple, M. Gasser, S. Kersten, S. Schief), Swiss Journal of Sociology 40, 2, pp. 259–278.
- Transnational Networks and Transnational Belongings. A Study of the Spanish Second Generation in Switzerland, 2014 (with M. Richter), Global Networks 14, 4, pp. 458–476, online
- Geschlechtsspezifische Ungleichheiten in der Arbeitswelt: Kantonale Muster der Zeitungleichheit, 2015 (mit M. Gasser, S. Kersten, S. Schief), Schweizerische Zeitschrift für Soziologie 41, 1, S. 9–31.
- Participation and Sharing, or Peaceful Co-Existence? Visions of Integration among Muslims in Switzerland. 2016 (with A. Sheikhzadegan), Social Inclusion 4, 2, pp. 95–106, online
- Gender Time-Use Gap and Task Segregation in Unpaid Work: Evidence from Switzerland, 2017 (with M. Gasser), International Journal of Sociology and Social Policy 37, 3/4, pp. 148–165, online
- Social cohesion through outside threats and multiple identities. Simmel's legacy in the analysis of social conflicts, 2022, in: P. Caetano and M.M. Mendes (Eds.) Simmel and Beyond. The Contemporary Relevance of Simmel's Thought. London/New York: Routledge, pp. 76–92, online

als Herausgeber:
- Armut trotz Arbeit. Die neue Arbeitswelt als Herausforderung für die Sozialpolitik. Zürich: Seismo, 2009 (mit S. Kutzner und J.-M. Bonvin), ISBN 978-3-03777-085-6.
- Delinquenz und Bestrafung: Diskurse, Institutionen und Strukturen. Zürich: Seismo, 2012 (mit M. Budowski und C. Young), ISBN 978-3-03777-115-0.
- Geschlechterverhältnisse im Post-Wohlfahrtsstaat. Weinheim und Basel: Beltz Juventa, 2015 (mit E. Nadai), ISBN 978-3-7799-3044-0.
- Unbezahlt und dennoch Arbeit. Zürich: Seismo, 2016 (mit M. Budowski und U. Knobloch), ISBN 978-3-0377-7150-1.
- Gesellschaften zwischen Multi- und Transkulturalität. Zürich: Seismo, 2016 (mit A. Sheikhzadegan), ISBN 978-3-0377-7151-8.
- Migration and Transnationalism between Switzerland and Bulgaria. Wiesbaden: Springer VS, 2017 (with M. Richter, P. Ruspini, D. Mihailov, V. Mintchev), ISBN 978-3-319-31944-5.